# Scinax machadoi
Scinax machadoi är en groddjursart som först beskrevs av Werner C.A. Bokermann och Sazima 1973.  Scinax machadoi ingår i släktet Scinax och familjen lövgrodor. IUCN kategoriserar arten globalt som livskraftig. Inga underarter finns listade i Catalogue of Life.